# Рёпке, Курт
Курт Рёпке (нем. Kurt Röpke; 29 ноября 1896 — 21 июля 1966) — немецкий офицер, участник Первой и Второй мировых войн, генерал пехоты, кавалер Рыцарского креста с Дубовыми листьями.

## Начало военной карьеры
В апреле 1914 года поступил на военную службу фанен-юнкером (кандидат в офицеры), в пехотный полк.

## Первая мировая война
С ноября 1914 года — лейтенант, командир пехотного взвода, затем пехотной роты. За время войны награждён Железными крестами обеих степеней и ещё двумя орденами. Был ранен.

## Между мировыми войнами
Продолжил службу в рейхсвере. К началу Второй мировой войны — командир пехотного батальона, подполковник.

## Вторая мировая война
С августа 1940 года — командир пехотного полка. С апреля 1941 года — полковник.
С 22 июня 1941 года — участвовал в германо-советской войне, в июле 1941 года — награждён планками к Железным крестам обеих степеней (повторное награждение).
Осенью 1942 года — награждён Золотым немецким крестом, назначен преподавателем в военном училище (Дёбериц).
С 26 мая 1943 года — командир 320-й пехотной дивизии (в районе Белгорода). С августа 1943 года — генерал-майор. С 20 августа 1943 года — командир 46-й пехотной дивизии. В ноябре 1943 года — награждён Рыцарским крестом.
С февраля 1944 года — генерал-лейтенант, с сентября 1944 года — командующий 29-м армейским корпусом, с 15 октября 1944 года — генерал пехоты.
В апреле 1945 года — награждён Дубовыми листьями к Рыцарскому кресту (за бои в Венгрии).
9 мая 1945 года, после капитуляции Германии, раненым взят в советский плен.
В 1947 году на открытом судебном процессе в Сталино за военные преступления приговорён к 25 годам каторжных работ.

## После войны
К. Рёпке (по состоянию на февраль 1954 года) отбывал наказание в Свердловской области. После этого (согласно эшелонному списку) К. Рёпке был переведен для отбывания наказания в Иваново. Амнистирован в 1956 году, вернулся в Германию.